# Bronwen

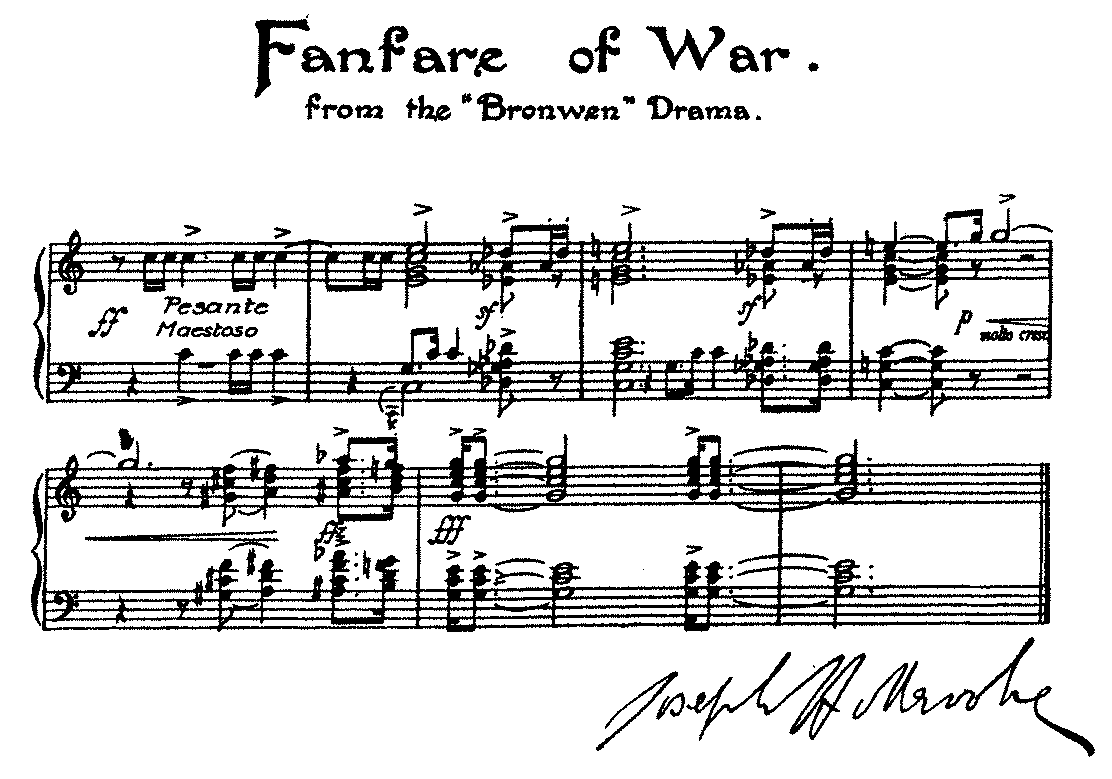
Oorlogsfanfare uit Bronwen

Bronwen is een muzikaal drama dan wel opera van Joseph Holbrooke.
Het werk maakte deel uit van de operatrilogie van de componist getiteld The Couldron of Annwn, de andere werken waren The children of Don en Dylan. Het libretto werd verzorgd door T.W. Ellis (Thomas Edward Ellis), een Welsh politicus, die meer zelfstandigheid nastreefde voor Wales. Uitgangspunt van de opera was de Welshe mythologische Branwen. Het kreeg haar premiere op 1 februari 1929 in Huddersfield door het Carl Rosa Opera-ensemble. Het was vervolgens te zien in Sheffield, Middlesborough, Glasgow, Edinburgh, Newcastle upon Tyne, Liverpool, Manchester en Nottingham. Het opera kende daarna nauwelijks commercieel succes. Wel werd er al vrij snel een opname gemaakt (5 juli 1929) van een suite door Doris Vane (sopraan) en John Coates (tenor) onder leiding van Claude Powell met een orkest dat alleen maar werd aangeduid als studio-orkest (waarschijnlijk het Guildford Orchestra Society). Ook een door de componist geëxtraheerde balletsuite (opus 75a) kon het werk niet terugbrengen naar de lessenaars.
Daarna overleefde eigenlijk alleen de ouverture/prelude. Die ouverture/prelude was waarschijnlijk al te horen in november 1921, met een première in München Vanaf 22 augustus 1922 (melding London premiere) is de ouverture vijf maal te horen geweest tijdens de Proms-concerten, maar alweer in 1951 voor het laatst (gegevens mei 2018).